# 武俠帝女花
《武俠帝女花》（英語：Princess Cheung Ping），是香港麗的電視劇集，於1981年6月29日至9月4日期間首播，共50集，是1981年麗的電視的最長篇劇集。在50集中大部分為麗的電視的原創劇本，有少量劇情取材自粵劇《帝女花》。
值得一提，此劇可說是麗的電視由盛轉衰的代表作，大股東澳洲財團大大削減製作費，此劇本來打算以11萬港幣製作一集，不過削減後每集的成本不多於10萬，只是佈景及服裝的預算就需30萬，但只批10萬預算，此劇亦是監製蕭笙最後一部在麗的製作的作品。

## 劇情簡介
明末崇禎年間，宦官曹化淳權力勢大，密謀篡位，弄得朝廷烏煙瘴氣，時盜賊四起，民不聊生，國運日衰，崇禎對曹卻無可奈何，後在長平公主策劃下，與昭仁公主共同邀得袁崇煥兒子「袁若飛」（武林第一高手中原桃花劍）合作誅曹。此間長平公主與袁若飛互為知己，彼此鍾情，只因國仇家恨種種恩怨，最終只換來一聲嘆息。
曹患剛滅，李自成又率起義軍直逼京師，崇禎欲用長平公主遠交近攻之策對付李自成。為應對清廷開出的皇族出使才能和談的條件，長平公主與周世顯假意成婚。周世顯出使清廷，不料成功回來之日方知京城已被亂兵所破，崇禎自縊煤山。
崇禎臨死前下詔罪己，為袁崇煥洗去冤屈，袁若飛放下家仇與長平公主護送太子逃亡。期間為護太子中了曹化淳義子左雲苓蛇毒斷去右臂，後更因兵器被換被捉到清廷，此時周世顯找到長平，長平被周世顯真情打動與之相認，二人為救袁若飛假意歸順清廷，並將內力贈與袁若飛後在成親之日雙雙飲毒殉國。而袁若飛終成功護送太子突圍並擊殺左雲苓。

## 演員表
- 劉松仁 飾 周世顯
- 米雪 飾 長平公主
- 姜大衛 飾 袁若飛
- 余安安 飾 昭仁公主/陳圓圓
- 楊澤霖 飾 吳三桂
- 張瑛 飾 崇禎帝
- 曹達華 飾 周鍾
- 莫少聰 飾 左雲苓
- 劉一帆 飾 曹化淳
- 麥天恩 飾 李自成
- 王偉 飾 多爾袞
- 白韻琴 飾 孝莊皇后
- 良鳴 飾 吳襄
- 文雪兒 飾 費貞娥
- 熊德誠 飾
- 黎詩敏 飾 小倩
- 蕭玉龍 飾 十二太保
- 張德蘭 飾 李蘭芝
- 阮佩珍 飾 端格格
- 劉江 飾 史可法
- 梁漢威 飾 柳敬亭
- 凌文海 飾 洪承疇
- 馬宗德 飾 劉宗敏
- 江濤 飾 宋獻策
- 區嶽 飾 王承恩
- 陳植槐 飾 王相堯
- 甘山 飾 六安真人
- 鄭恕峰 飾 周寶倫
- 汪偉 飾 順治
- 葉天行 飾 田繼東（國舅）